# فريفينت
فريفينت (بالفرنسية: Frévent)‏ هي بلدية تقع في إقليم باد كاليه من منطقة نور با دو كاليه في شمال فرنسا. تبلغ مساحة هذه المدينة 15.23 (كم²)، وترتفع عن سطح البحر 79 م، يبلغ عدد سكانها 4037 نسمة حسب إحصاء المعهد الوطني للإحصاء والدراسات الاقتصادية سنة 2009 م. وترأس Jean-François Théret البلدية خلال فترة (2008-2014).